# 末吉宮
26°13′48.6″N 127°42′50.6″E / 26.230167°N 127.714056°E
末吉宮是日本沖繩縣那霸市的一個神社，位於那霸市首里末吉町的末吉公園內，為琉球八社之一。主祭熊野三神（即伊奘冉尊、速玉男尊、事解男尊），別鎮齋中祭祀土祖神、澳津彥命、澳津姬命和產土神。

## 历史
根據日本僧人袋中良定《琉球神道記》記載，第一尚氏王朝尚泰久王在位期間，琉球僧人鶴翁前往倭國修行，並向熊野方向許諾，若學有所成，歸國之後，即參謁熊野權現。後來鶴翁果然成為高僧，歸國之後，被尚泰久王任命為天界寺住職。鶴翁希望還願，頻頻請求建立神社以供奉熊野權現，但尚泰久王沒有同意。一次，熊野權現託夢給鶴翁，要求鶴翁前往北峯高呼一聲，若有回音，則有神驗。翌日，鶴翁前往北峯，大叫一聲，果然有回聲。鶴翁見其處是崎嶇嶃岩，人跡罕至，留步踟躕。隨即有一鬼面顯像出現，鶴翁叩首九拜，回去之後便奏請在該處建立神社。尚泰久王也做了同樣一個夢，因此同意了這個請求。鶴翁徘徊此地，獲得了古鏡一枚，靈光不常，便藏於宮內。琉球的《球陽》、《琉球國由來記》中也記載了類似的故事。
後來，琉球王府在末吉宮旁創建萬壽寺（今遍照寺），以為其別當寺。
1879年，琉球被日本吞併，改為沖繩縣。末吉宮在日本近代社格制度中被列為無格社，故而無法獲得日本政府的經濟保障。雖然末吉宮與沖宮一起，於1936年被日本政府列為國寶；但末吉宮年久失修，事實上整座神社處於腐朽荒廢狀態。末吉宮在1945年沖繩島戰役中被毀。1972年復原。